# Pouylebon
Pouylebon är en kommun i departementet Gers i regionen Occitanien i sydvästra Frankrike. Kommunen ligger i kantonen Montesquiou som tillhör arrondissementet Mirande. År 2022 hade Pouylebon 147 invånare.

## Befolkningsutveckling
Antalet invånare i kommunen Pouylebon
Referens:INSEE